# Don Hong-Oai
Don Hong-Oai (1929 - 8 de junio de 2004) fue un fotógrafo chino.
Era el menor de 24 hermanos y con apenas siete años, al morir sus padres, le enviaron a vivir a Saigón donde aprendió fotografía y comenzó a trabajar en un estudio. De modo paralelo a su trabajo realizó numerosos paisajes en distintos puntos de la península de Indochina. En 1974 se trasladó a Francia con uno de sus antiguos profesores pero regresó a Vietnam un año después, sin embargo tuvo que abandonar el país en 1979 debido a su origen étnico con motivo de la guerra entre China y Vietnam. Entonces se trasladó a San Francisco instalándose en el barrio chino, montándose un pequeño laboratorio fotográfico y vendiendo sus fotografías en ferias. Continuaba viajando a China para obtener imágenes y en uno de sus viajes a Taiwán conoció a Long Chin-San que era un fotógrafo más experimentado y le ayudó a perfeccionar su técnica.
Sus planteamientos estéticos se encuentran próximos al pictorialismo al utilizar tonos sepia y abordar temas tradicionales chinos aunque ofrece una visión muy personal de los paisajes del extremo oriente. Una de las técnicas que aprendió de Long  fue la superposición de negativos. 
Su obra no alcanzó reconocimiento hasta los últimos años del siglo XX.